# Braslovče
Braslovče (in tedesco Frasslau) è l'insediamento capoluogo del comune di Braslovče, siituato nella valle del fiume Savinja. La cittadina di Braslovče, posta lungo le rive di un piccolo lago, venne citata per la prima volta nel 1140. Ottenne i privilegi di città di mercato nel 1385, anno in cui entrò a far parte dei possedimenti del conte di Celje Hermann I. Fu centro di due rivolte contadine (1673 e 1675) duramente represse.